# الیور وستربک
الیور وستربک (انگلیسی: Oliver Westerbeek؛ زادهٔ ۸ فوریهٔ ۱۹۶۶) بازیکن فوتبال اهل آلمان است.
از باشگاه‌هایی که در آن بازی کرده‌است می‌توان به باشگاه فوتبال بوخوم، باشگاه فوتبال کارلسروهه، باشگاه فوتبال اوردینگن ۰۵، باشگاه فوتبال اس‌سی فورتونا کلن، باشگاه فوتبال برگیش گلادباخ، و باشگاه فوتبال دویسبورگ اشاره کرد.